# Gianluigi Sueva
Gianluigi Sueva (Cetraro, Italia, 1 de enero de 2001) es un futbolista italiano-dominicano que juega como delantero centro en el Lucchese  de la Serie C de Italia.

## Trayectoria

### Cosenza Calcio
El 30 de septiembre de 2020 debutó profesionalmente con el Cosenza Calcio en la Copa Italia contra el U.S Alessandria, Gianluigi disputó la totalidad de minutos del compromiso, el encuentro se definió en tanda de penales, siendo el Cosenza Calcio el club ganador tras obtener el resultado de 3-1.
El 3 de octubre debutó en la Serie B contra el S.P.A.L., disputando diecinueve minutos en el empate 1-1.

### Potenza Calcio
El 27 de enero de 2022 se confirmó su préstamo al Potenza Calcio. Tres días después debutó con el club contra el U.S Avellino, disputando 18 minutos en la derrota 1-3.

### Olbia Calcio 1905
El 1 de agosto de 2022 fue cedido a préstamo al Olbia Calcio 1905. El 4 de agosto realizó su debut con contra el US Città di Pontedera, disputando cuenta y cinco minutos en la victoria por 1-0. El 5 de septiembre realizó su primera anotación profesional contra el Sassari Torres 1903 en la Copa Italia Serie C, la anotación fue dada al minuto treinta en la victoria 2-1.

## Selección nacional
El 24 de marzo de 2021 debutó con la selección de República Dominicana contra Dominica, Gianluigi ingresó al terreno de juego a ochenta y cuatro en la victoria 1-0 en la Clasificación para la Copa Mundial de 2022.

#### Participaciones en eliminatorias
| Eliminatoria               | Sede  | Resultado | Partidos | Goles |
| -------------------------- | ----- | --------- | -------- | ----- |
| Clasificación Mundial 2022 | Catar | Eliminado | 1        | 0     |

#### Participaciones internacionales
| Evento                                  | Sede     | Resultado   | Partidos | Goles |
| --------------------------------------- | -------- | ----------- | -------- | ----- |
| Liga de Naciones de la Concacaf 2022-23 | Concacaf | En progreso | 3        | 0     |

## Estadísticas

### Clubes
Actualizado al último partido jugado el 5 de marzo de 2023.
| Club                       | Div.          | Temporada     | Liga  | Liga  | Liga   | Copas nacionales | Copas nacionales | Copas nacionales | Copas internacionales | Copas internacionales | Copas internacionales | Total | Total | Total  |
| Club                       | Div.          | Temporada     | Part. | Goles | Asist. | Part.            | Goles            | Asist.           | Part.                 | Goles                 | Asist.                | Part. | Goles | Asist. |
| -------------------------- | ------------- | ------------- | ----- | ----- | ------ | ---------------- | ---------------- | ---------------- | --------------------- | --------------------- | --------------------- | ----- | ----- | ------ |
| Cosenza Calcio · Italia    |               |               |       |       |        |                  |                  |                  |                       |                       |                       |       |       |        |
| 2.ª                        | 2020-21       | 17            | 0     | 1     | 1      | 0                | 0                | —                | —                     | —                     | 19                    | 0     | 1     |        |
| 2.ª                        | 2021-22       | 3             | 0     | 0     | 1      | 0                | 0                | —                | —                     | —                     | 4                     | 0     | 0     |        |
| 2.ª                        | Total club    | 20            | 0     | 1     | 2      | 0                | 0                | 0                | 0                     | 0                     | 23                    | 0     | 1     |        |
| Potenza Calcio · Italia    |               |               |       |       |        |                  |                  |                  |                       |                       |                       |       |       |        |
| 3.ª                        | 2021-22       | 2             | 0     | 0     | —      | —                | —                | —                | —                     | —                     | 2                     | 0     | 0     |        |
| Total club                 | Total club    | 2             | 0     | 0     | 0      | 0                | 0                | 0                | 0                     | 0                     | 2                     | 0     | 0     |        |
| Olbia Calcio 1905 · Italia |               |               |       |       |        |                  |                  |                  |                       |                       |                       |       |       |        |
| 3.ª                        | 2022-23       | 19            | 0     | 0     | 2      | 1                | 0                | —                | —                     | —                     | 21                    | 1     | 0     |        |
| Total club                 | Total club    | 19            | 0     | 0     | 2      | 0                | 0                | 0                | 0                     | 0                     | 21                    | 1     | 0     |        |
| Total carrera              | Total carrera | Total carrera | 41    | 0     | 0      | 4                | 1                | 0                | 0                     | 0                     | 0                     | 46    | 1     | 0      |
| 1. 2. Fuente:Transfermarkt |               |               |       |       |        |                  |                  |                  |                       |                       |                       |       |       |        |

### Selección de República Dominicana
Actualizado al último partido jugado el 14 de junio de 2022.
| Absoluta · República Dominicana |   |   |   |   |   |   |   |   |   |   |   |   |
| 2021                            | 1 | 0 | 0 | — | — | — | — | — | — | 1 | 0 | 0 |
| 2022                            | — | — | — | 3 | 0 | 0 | — | — | — | 3 | 0 | 0 |
| Total                           | 1 | 0 | 0 | 3 | 0 | 0 | 1 | 0 | 0 | 4 | 0 | 0 |
| 1. Fuente:Transfermarkt         |   |   |   |   |   |   |   |   |   |   |   |   |